# 田野千里光
田野千里光（学名：Senecio oryzetorum）是菊科千里光属的植物，是中国的特有植物。分布在中国大陆的云南等地，生长于海拔1,500米至2,400米的地区，多生长于潮湿开旷草地以及牧场，目前尚未由人工引种栽培。